# Sierra de Asir
La sierra de Asir  ( en árabe: جِبَال عَسِيْر‎, jibāl ʿasīr ;pronunciación en árabe: /d͡ʒɪbaːl ʕasiːr/ ('Difícil ')) es una región montañosa en el suroeste de Arabia Saudita que corre paralela al Mar Rojo. Comprende áreas de la Región de Asir, pero en general, también incluye áreas cercanas a la frontera con Yemen. La sierra cubre aproximadamente 40 millas cuadradas (103,6 km²) y está formada por cerros, llanuras y valles de las tierras altas de Arabia. Sensu lato, son parte de las sierras de Sarawat, definiendo estas últimas como la cadena montañosa que corre paralela al Tihama a lo largo de la parte occidental de la península Arábiga, particularmente las partes occidentales de Arabia Saudita y Yemen.

## Geología
La sierra está constituida principalmente por rocas sedimentarias, calizas, areniscas y esquistos, de origen jurásico, cretácico y paleógeno sobre un basamento granítico precámbrico. 

## Clima y agricultura
La región tiene la precipitación media más alta de Arabia Saudita debido a las lluvias, que son en gran parte estacionales. La precipitación media puede oscilar entre los 600 milímetros (23,6 plg)  a más de 1000 milímetros (39,4 plg) por año, en las regiones más húmedas. Las llanuras y mesetas orientales reciben cantidades mucho menores, desde los 500 milímetros (19,7 plg) a menos de 100 milímetros (3,9 plg) por año. 
Los cultivos de la región, la mayoría de los cuales se realizan en las laderas empinadas de las montañas, incluyen trigo, café, ichcatl, índigo, jengibre, hortalizas y palmeras. La región también alberga ganado vacuno, ovino, caprino y camellos.

## Biodiversidad
El difícil terreno de la región ha ayudado a preservar su biodiversidad única. Se han descubierto varias especies nuevas de hongos en la región, incluyendo al Myxomycetes, así como una variedad de plantas. También se cree que Asir es uno de los últimos hábitats naturales del leopardo árabe, y también de la urraca de Asir, de la que se cree que sólo quedan 135 parejas.

## Galería

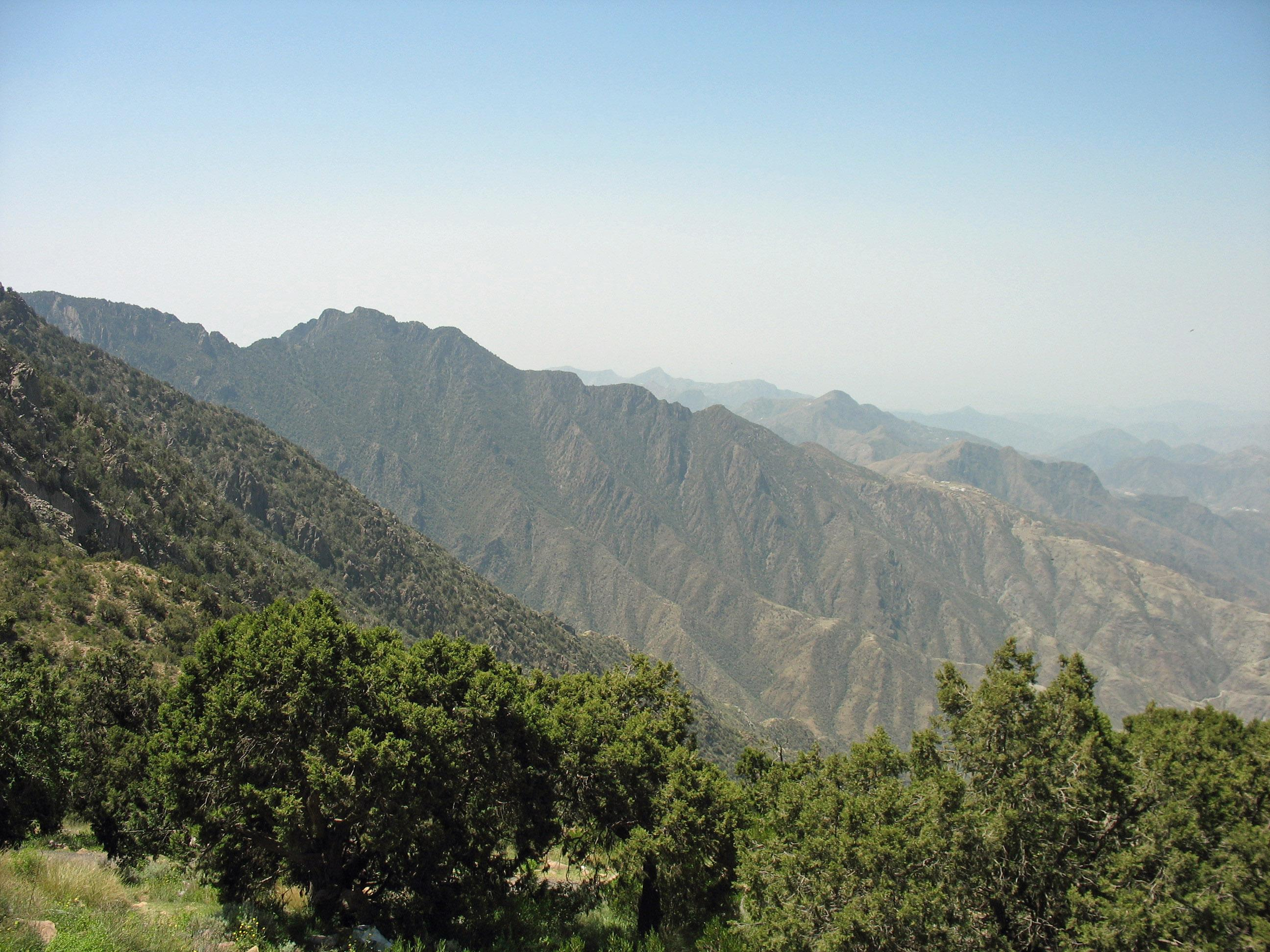
Jabal Sawdah ("Monte Sawdah")
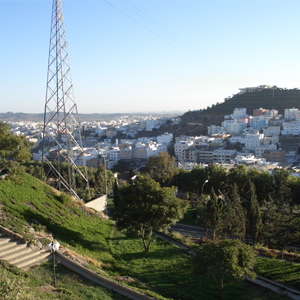
Ciudad de Abhá, ubicada a 2270 m (7448 pies) sobre el nivel del mar en la provincia de Asir
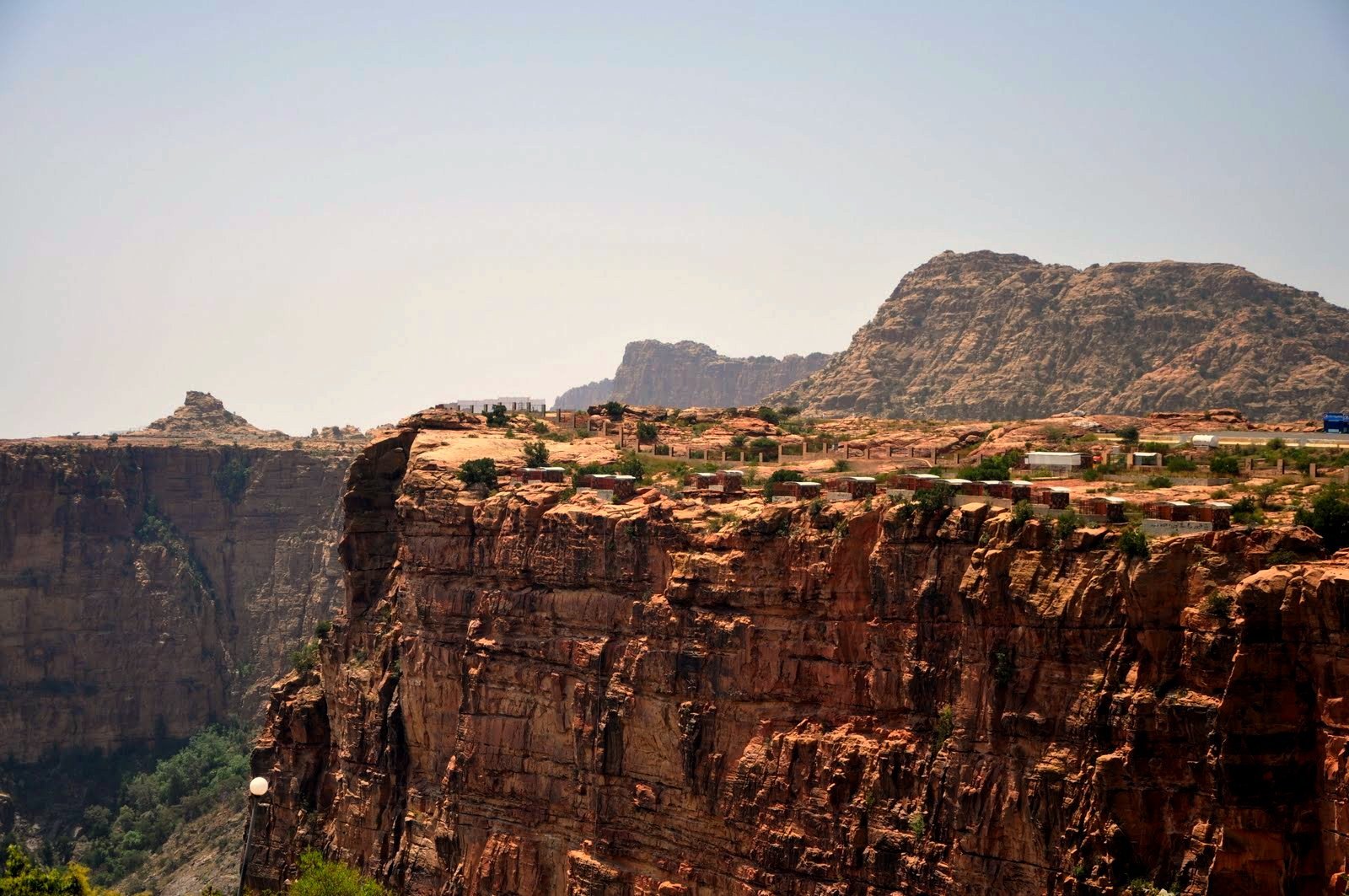
Valle de Habala cerca de Abhá
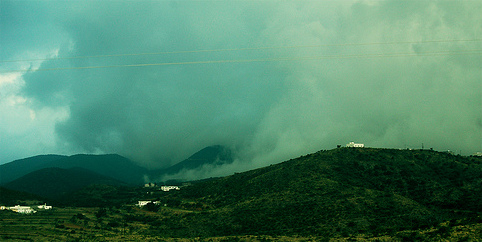
Soudah
Cerro Atherb, visto desde Ḥabala en Bareq